# Ecstatic Peace!
Ecstatic Peace! es una compañía discográfica ubicada en Easthampton, Massachusetts, fundada en 1981 por el miembro de Sonic Youth Thurston Moore. Su primer lanzamiento fue un casete performático donde aparecen hablando Michael Gira de Swans y Lydia Lunch. El nombre del sello es sacado de una línea de la novela The Electric Kool-Aid Acid Test de 1968 del escritor Tom Wolfe.
Entre los artistas actuales en Ecstatic Peace! están Hush Arbors, be your own PET, Awesome Color, Black Helicopter, Free Kitten, Tam, Notekillers, Magik Markers, Poor School, Tall Firs, Pagoda, Monotract, Mouthus y Violent Soho.
En febrero de 2006, Moore firmó un acuerdo con Universal Records para distribuir los álbumes del sello.